# Trollface
Trollface er et internetfænomen der bruges når man har lavet sjov med folk eller udført en spøg (også kaldet en troll).